# تود كاوثورن
تود كاوثورن (بالإنجليزية: Todd Cauthorn)‏ مواليد 28 مايو 1971 في روانوك، هو لاعب كرة سلة أمريكي من سابق وهو من أصل بريطاني بدأ مسيرته الاحترافية في سنة 1993. يبلغ طوله 6 قدم 8 بوصة (2.0 م). اعتزل اللعب في 2010.

## فرق لعب لها
- شفيلد شاركس
- تشيشير فونيكس